# Dilshod Choriyev
Dilshod Choriyev (3 de julio de 1985) es un deportista uzbeko que compitió en judo.
Ganó una medalla en el Campeonato Mundial de Judo de 2009, y tres medallas en el Campeonato Asiático de Judo entre los años 2009 y 2012. En los Juegos Asiáticos consiguió dos medallas de plata en los años 2010 y 2014.
Participó en los Juegos Olímpicos de Londres 2012, ocupando el séptimo lugar en la categoría de –90 kg.

## Palmarés internacional
| Campeonato Mundial  | Campeonato Mundial      | Campeonato Mundial | Campeonato Mundial |
| Año                 | Lugar                   | Medalla            | Categoría          |
| ------------------- | ----------------------- | ------------------ | ------------------ |
| 2009                | Róterdam (Países Bajos) | Medalla de bronce  | –90 kg             |
| Juegos Asiáticos    |                         |                    |                    |
| Año                 | Lugar                   | Medalla            | Categoría          |
| 2010                | Cantón (China)          | Medalla de plata   | –90 kg             |
| 2014                | Incheon (Corea del Sur) | Medalla de plata   | –90 kg             |
| Campeonato Asiático |                         |                    |                    |
| Año                 | Lugar                   | Medalla            | Categoría          |
| 2009                | Taipéi (Taiwán)         | Medalla de plata   | –90 kg             |
| 2011                | Abu Dabi (EAU)          | Medalla de bronce  | –90 kg             |
| 2012                | Taskent (Uzbekistán)    | Medalla de oro     | –90 kg             |